# Valanga irregularis
Valanga irregularis is een rechtvleugelig insect uit de familie veldsprinkhanen (Acrididae). De wetenschappelijke naam van deze soort is voor het eerst geldig gepubliceerd in 1870 door Walker.
De soort komt voor langs de noordkust van Australië.